# Glättungskondensator
Ein Glättungskondensator, auch Siebkondensator oder Ladekondensator genannt, ist ein parallel zum Lastwiderstand gelegter Kondensator, der hinter einer Gleichrichterschaltung die Restwelligkeit der gleichgerichteten Spannung vermindert.

## Arbeitsweise

Schaltung zur Gleichrichtung und Glättung
T = Transformator-Sekundärwicklung
G = Brücken-Gleichrichter
C = Glättungskondensator
R = Lastwiderstand

Befindet sich hinter einem Gleichrichter parallel zum Verbraucher ein Kondensator, so wird dieser während des steigenden Verlaufs der speisenden gleichgerichteten Wechselspannung bis fast zu seinem Scheitelwert aufgeladen. Bei fallender Speisespannung kann die gespeicherte Ladung nicht über den Gleichrichter zurückfließen; sie wird ausschließlich an den Verbraucher abgegeben. Bei geeigneter Größe der Kapazität sinkt dabei die Spannung am Kondensator nur geringfügig. Somit steigt durch Verwendung des Kondensators der Gleichanteil der Mischspannung, und ihr Wechselanteil wird zugleich vermindert; die Spannung wird „geglättet“.
Gleichspannungsmäßig betrachtet wirkt also ein Glättungskondensator als Speicher elektrischer Energie, die ihm von einem Verbraucher entnommen werden kann. Wechselspannungsmäßig betrachtet ist ein Glättungskondensator ein Wechselstromwiderstand, der die der Gleichspannung überlagerte Wechselspannung gemäß seinem Impedanzverhalten gegen Masse ableitet. 
Achtung: Als Folge der Ladungsspeicherung kann auch noch einige Zeit nach der Trennung von der Stromversorgung eine hohe Spannung bzw. Energiemenge im Kondensator verbleiben.

## Dimensionierung

Der Glättungskondensator verringert die Welligkeit der Spannung, sodass nur noch eine Restwelligkeit übrig bleibt. Er verursacht aber auch kurze Stromentnahmespitzen der Speisung als auch des Gleichrichters

Der Kondensator muss in Gleichstromversorgungsschaltungen, in Abhängigkeit von den Erfordernissen der Schaltung oft einen Wert von mehreren Millifarad (mF) haben und wird daher meist als Elektrolytkondensator ausgeführt. Je kleiner der Lastwiderstand ist, umso größer sollte die  Kapazität sein, um eine hinreichende Glättung zu erreichen.
Bei einem Brückengleichrichter (auch B2U-Gleichrichter) wird der Glättungskondensator immer nach einer halben Netz-Periodendauer, also bei 50 Hz alle 10 ms, aufgeladen. Soll die Spannung während dieser Zeit Δt nur um ΔU absinken, dann berechnet sich die Kapazität nach der Formel:
{\displaystyle C=I\cdot {\Delta {}t \over \Delta {}U}}
BeispielFür ΔU = 0,1 V und Δt = 10 ms beträgt für einen Strom von I = 10 mA die benötigte Kapazität des Glättungskondensators C = 1000 µF. Bei einer Einweggleichrichtung ist dieser Wert aufgrund der doppelt so großen Periodendauer zu verdoppeln.
Eine derartig kleine Spannungsschwankung bedingt einen kleinen Stromflusswinkel und somit hohe Stromimpulse, die das Stromnetz mit Oberwellenstrom belastet. Um den Stromflusswinkel in Grenzen zu halten, wird ggf. mit einem  Kondensator kleinerer Kapazität vorgeglättet. Je nach Anforderung an die Qualität der Gleichspannung wird mit einem zweiten Glättungskondensator in einem RC-Glied oder, besser im Hinblick auf die Verluste, einem LC-Glied als Tiefpass weiter gefiltert; oder die Glättung wird mit einem heute eher üblichen elektronischen Spannungsregler verfeinert.
Mit der Glättung sind sowohl bei hohen Stromimpulsen als auch bei zusätzlichen Glättungsstufen Spannungsverluste und somit Leistungsverluste verbunden, so dass diese Verfahren auf eher kleine Versorgungsströme beschränkt bleiben (grober Richtwert: bis 1 A). Um eine geringe Restwelligkeit auch bei höherem Strom zu erreichen, ist neben der Erhöhung der Kapazität eine Reihenschaltung einer Drossel zur Last oder auch eine Erhöhung der Frequenz möglich. Schaltnetzteile arbeiten mit einer wesentlich höheren Frequenz als der Netzfrequenz und ermöglichen eine wesentlich kleinere Dimensionierung des Kondensators bei gleicher Spannung der Restwelligkeit. Aber auch Schaltnetzteile benötigen zum Betrieb eine Gleichspannung; als weitere Maßnahme zur Verminderung des Oberwellenstroms kann hierbei Leistungsfaktorkorrekturfilterung eingesetzt werden.